# یوتاکا کوبایاشی (بازیگر)
یوتاکا کوبایاشی (انگلیسی: Yutaka Kobayashi؛ زادهٔ ۱۹ مارس ۱۹۸۹) بازیگر اهل ژاپن است. وی از سال ۲۰۰۹ میلادی تاکنون مشغول فعالیت بوده‌است.